# Pseudecheneis brachyurus
Pseudecheneis brachyurus är en fiskart som beskrevs av Zhou, Li och Yang 2008. Pseudecheneis brachyurus ingår i släktet Pseudecheneis och familjen Sisoridae. Inga underarter finns listade i Catalogue of Life.